# Tadeusz Szczudlik
Tadeusz Szczudlik (ur. 12 sierpnia 1919 w Sanoku, zm. 5 maja 1995 tamże) – polski pracownik ekonomiczny przemysłu motoryzacyjnego związany z Sanokiem, działacz społeczny i piłkarski.

## Życiorys
Urodził się 12 sierpnia 1919 w Sanoku jako syn Piotra i Anny z domu Olejarczyk. W 1937 ukończył Trzyklasową Koedukacyjną Szkołę Handlową w Sanoku (w jego klasie był m.in. Mieczysław Wiesiołek). Zdał maturę uzyskując wykształcenie średnie ekonomiczne. Podjął pracę w Sanockiej Fabryce Wagonów, od 1937 pracował jako kartotekowy, od 1938 w biurze rachunkowym. 
Po wybuchu II wojny światowej brał udział w kampanii wrześniowej. Po nastaniu okupacji niemieckiej pracował w biurze warsztatowym zakładu. Od września 1944 pracował w ramach odbudowy fabryki po zniszczeniach wojennych. Od 1945 do 1948 był organizatorem biura warsztatowego, następnie pracował w sekcji kosztów od 1948 do 1960, był kierownikiem działu księgowości materiałowej od 1960 do 1965, po czym został przeniesiony do sekcji rewizji pozostając w niej w kolejnych latach.
Od 1946 był członkiem PPS, a od 1948 PZPR. Pełnił funkcje społeczne: był członkiem zakładowej komisji rozjemczej, zastępcą pełnomocnika ds. surowców wtórnych, członkiem komisji kontroli budżetowej przy Prezydium Powiatowej Rady Narodowej, członkiem Komisji Historycznej Sanockiej Fabryki Autobusów, społecznym inspektorem NIK. W sierpniu 1946 czterej pracownicy zakładowi: Tadeusz Nazarkiewicz, Marian Sebastiański, Tadeusz Szczudlik i Antoni Wener wystąpili z inicjatywą założenia klubu sportowego, który powstał 5 września 1946 roku jako jednosekcyjny klub sportowy piłki nożnej Klub Sportowy „Wagon” przy Sanockiej Fabryce Wagonów w Sanoku, a 17 września drużyna została zarejestrowana do rozgrywek klasy C w rzeszowskim OZPN. W wyniku późniejszych przekształceń klub przemianowano na Stal Sanok. Tadeusz Szczudlik był jego aktywnym działaczem, w tym pełnił funkcję kierownika sekcji piłki nożnej, zasiadał w zarządzie klubu, dwukrotnie był wybierany wiceprezesem ds. sportowych (w 1951 III wiceprezes), był przewodniczącym komisji rewizyjnej. Był członkiem Koła Miejsko-Gminnego Związku Bojowników o Wolność i Demokrację w Sanoku.
Tadeusz Szczudlik zmarł 5 maja 1995 w Sanoku. Jego żoną była Janina z domu Borczyk (1921-2004). Oboje zostali pochowani na Cmentarzu Centralnym w Sanoku. Ich syn Wacław także został pracownikiem Autosanu.

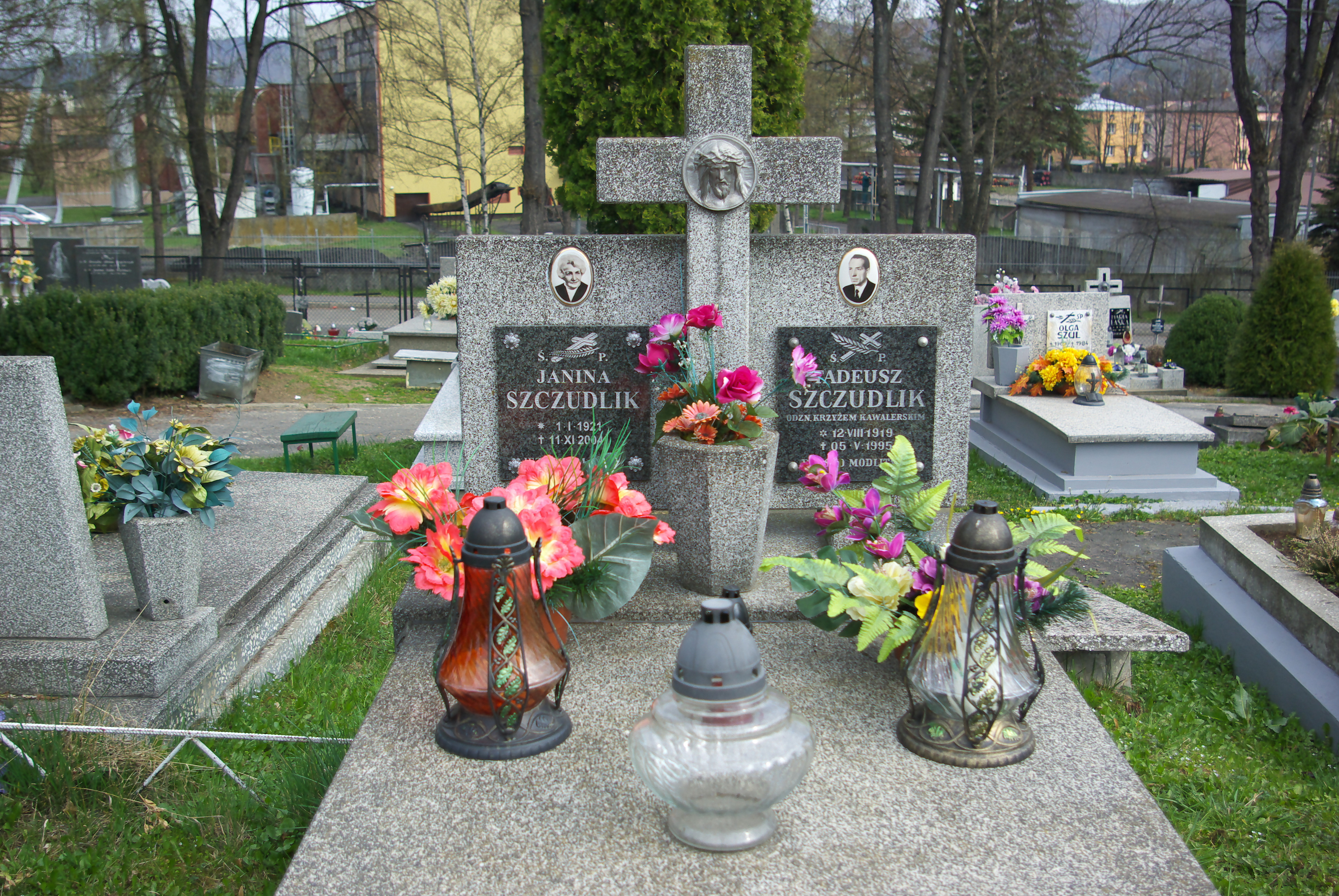
Nagrobek Janiny i Tadeusza Szczudlików w Sanoku

## Odznaczenia
- Krzyż Kawalerski Orderu Odrodzenia Polski (1987)[10]
- Medal „Za udział w wojnie obronnej 1939” (1982)[8]
- Odznaka „Przodownik Pracy”[11]
- Odznaka 100-lecia Sportu Polskiego
- Złota Odznaka Związku Zawodowego Metalowców
- Srebrna Odznaka Związku Zawodowego Metalowców
- Złota Odznaka „Za Zasługi dla Rozwoju Kultury Fizycznej Związku Zawodowego Metalowców”
- Odznaka „Zasłużony dla województwa krośnieńskiego” (1987)[12]
- Odznaka „Zasłużony dla Sanoka”
- Odznaka „Zasłużony dla Sanockiej Fabryki Autobusów” (1974)[13]
- Złota Odznaka „Zasłużony Działacz Federacji "Stal"” (1976)[14]
- Dyplom dla wyróżniającego się sportowca przyznany przez Powiatowy Komitet Kultury Fizycznej w Sanoku (1952)[15]